# Castiarina sundholmi
Castiarina sundholmi es una especie de escarabajo del género Castiarina, familia Buprestidae. Fue descrita científicamente por Barker en 1987.